# Château de Losse

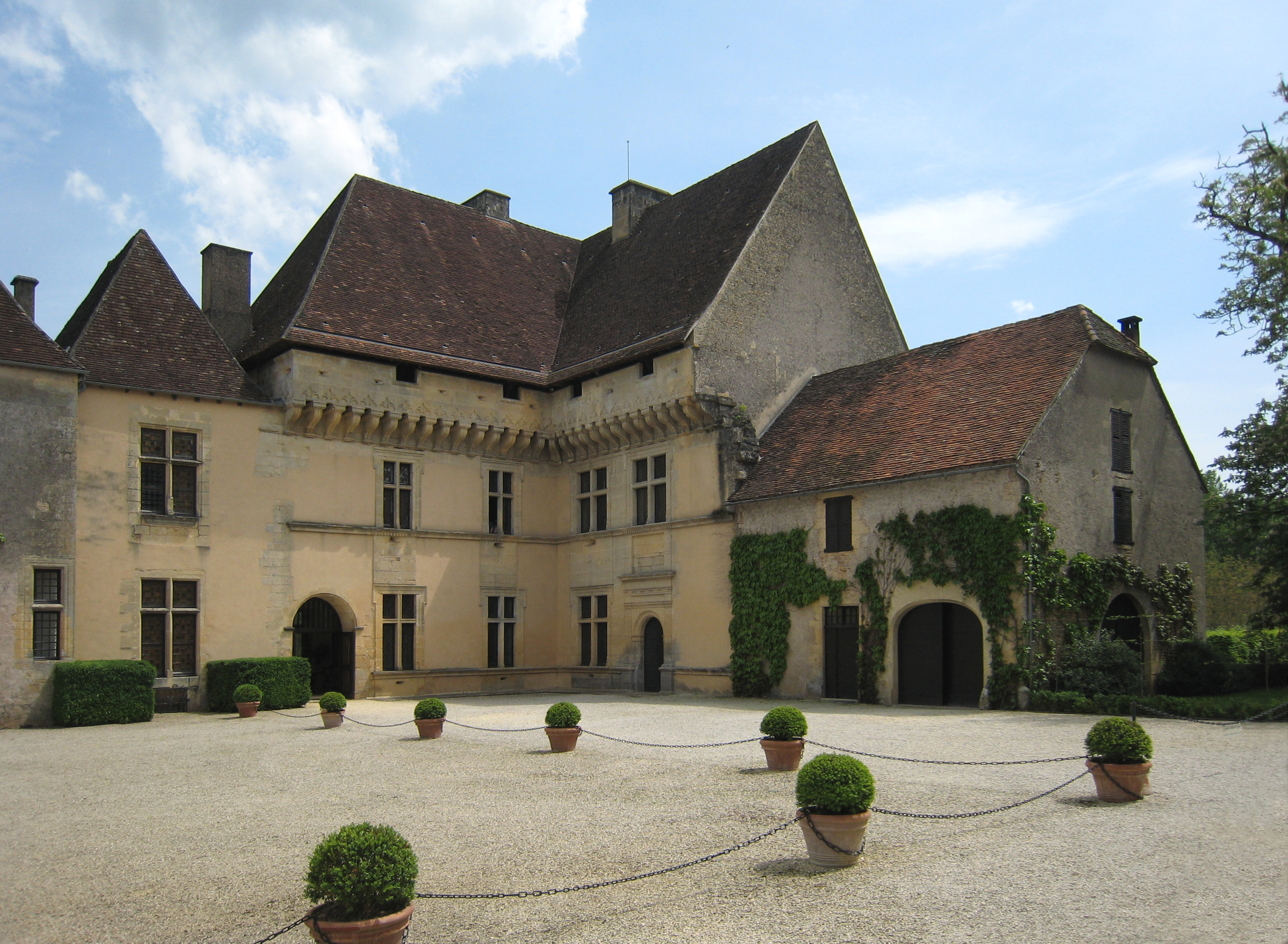
Château de Losse

Het Château de Losse ligt in de Franse gemeente Thonac, aan de oevers van de Vézère, in het departement Dordogne. Geclassificeerd als historisch monument op 5 augustus 1932, staat het open voor bezoekers. Het kasteel is een geklasseerd historisch monument. De tuinen zijn door het Ministerie van Cultuur aangewezen als Opmerkelijke Tuinen. 
Daarnaast heeft de Michelin Groene Gids de locatie twee sterren toegekend ("de reis waard"). 
Het kasteel en de tuinen zijn volledig gerestaureerd, waardoor er een opmerkelijk Renaissance-complex is ontstaan. Sinds 1980 is het open voor bezoekers en nodigt het uit om de Renaissance te ontdekken door middel van de trouw ingerichte kamers van de Grand Logis, bekleed met 16e-eeuwse tapijten, en de tuinen die de architectuur en geschiedenis van de plek weerspiegelen. 